# Peren (hout)

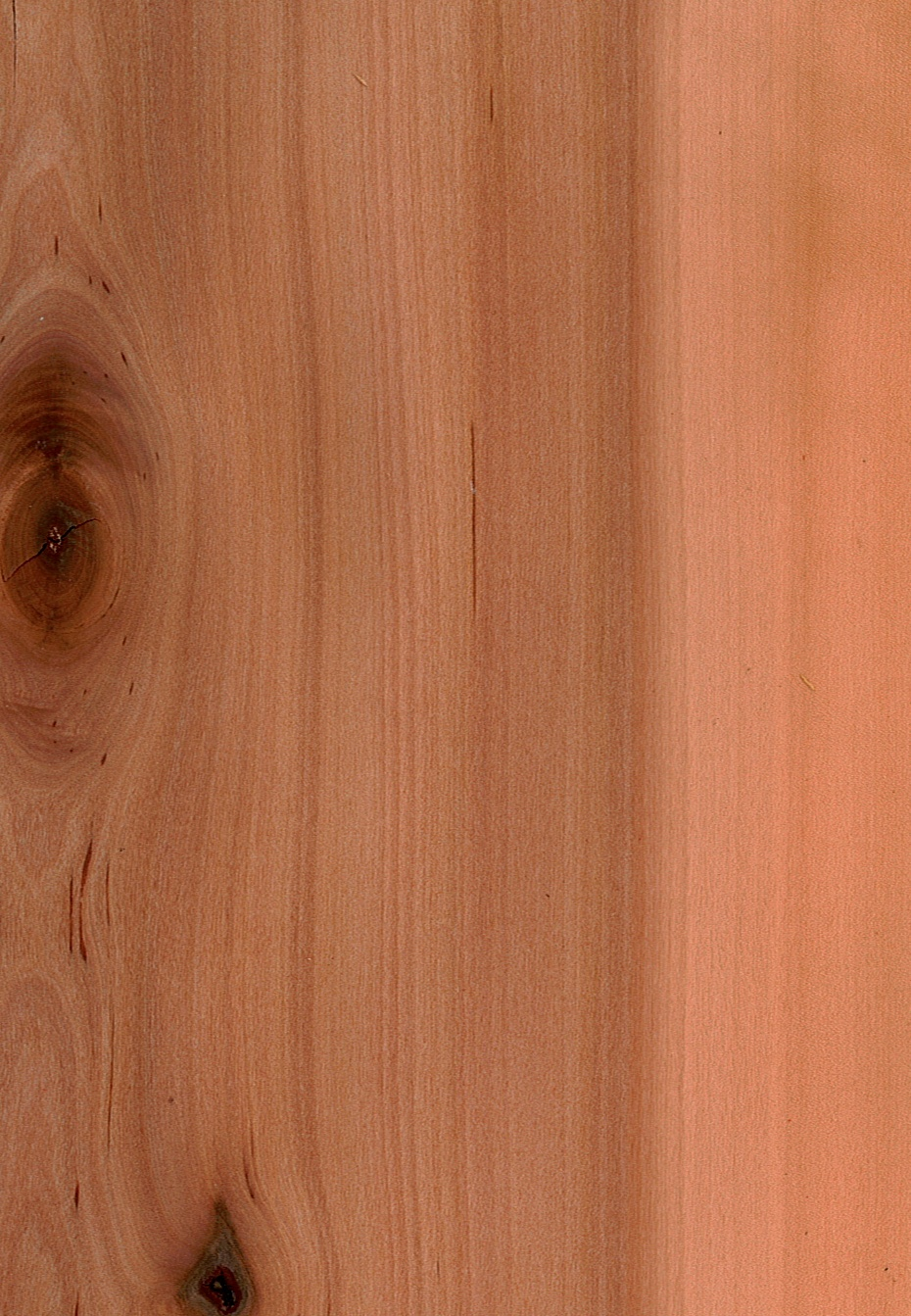
Peren

Peren (of ook wel perenhout) is (of was) een houtsoort, een bijproduct van de perenboom, omdat de boom geteeld wordt voor de peren. De vroegere hoogstamboomgaarden leverden bij het rooien dikke, betrekkelijk lange stammen op, waarin weinig noesten voorkwamen. Tegenwoordig vindt de teelt plaats aan lage boompjes, de spillen. Doordat zulke perenbomen vaak gedrongen en grillig groeien komt er slechts zelden zaaghout vrij in grotere afmetingen.
Perenhout wordt vanwege de zeer fijne houtstructuur gebruikt voor houtsnijwerk en houtdraaiwerk. Verder wordt het als fineer gebruikt. Omdat perenhout nogal werkt (krom trekt, barst) tijdens het drogen, wordt het vaak gestoomd verwerkt. Dit houdt in dat de stammen een aantal dagen met hete stoom behandeld worden, waardoor de spanningen in het hout afnemen en het hout sneller en gemakkelijker droogt. De kleur wordt hierdoor iets roder. Ook is perenhout zeer geschikt voor het maken van mallen voor het glasblazen, omdat het door zijn zeer fijne structuur niet van vorm verandert als het vochtig wordt.

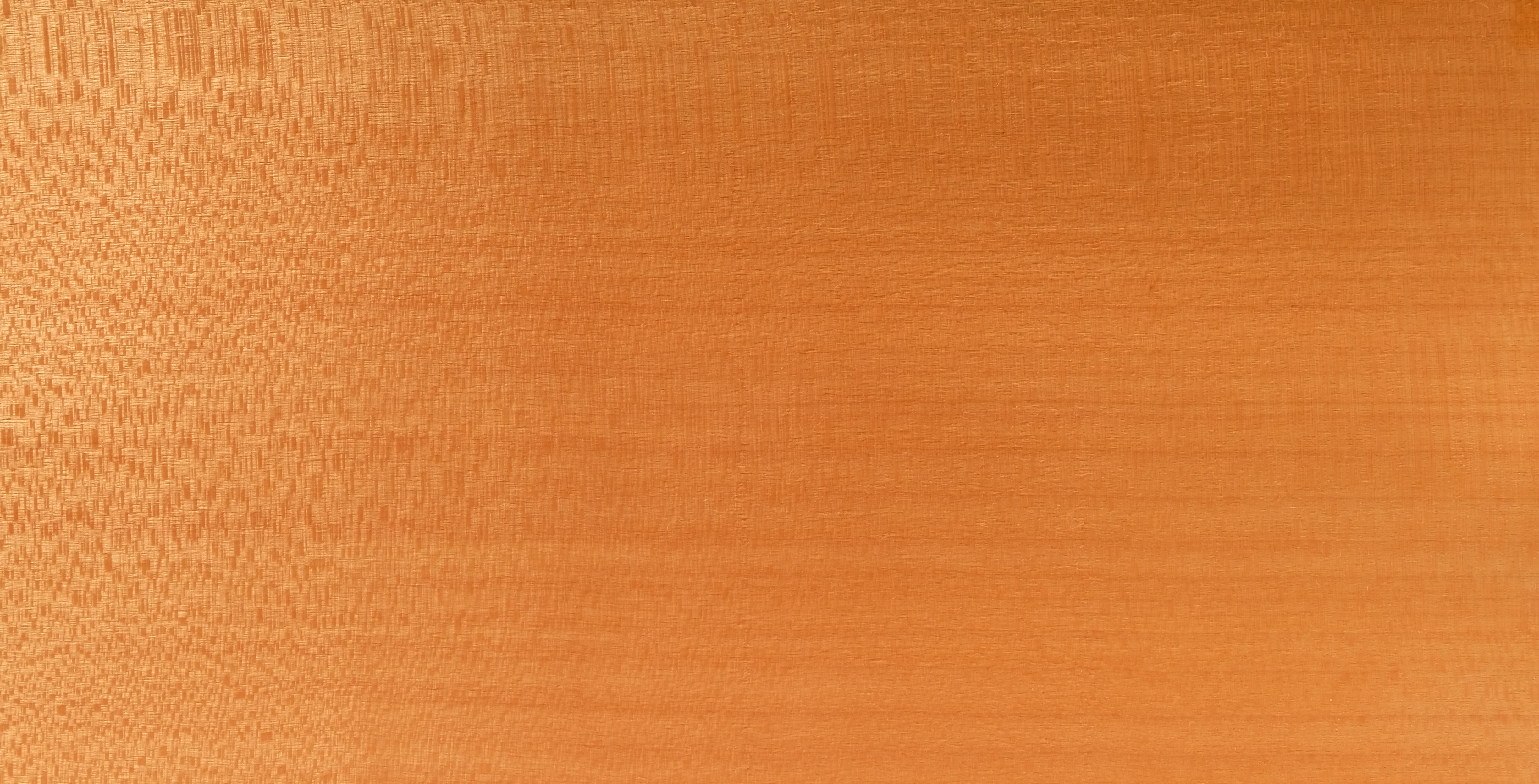
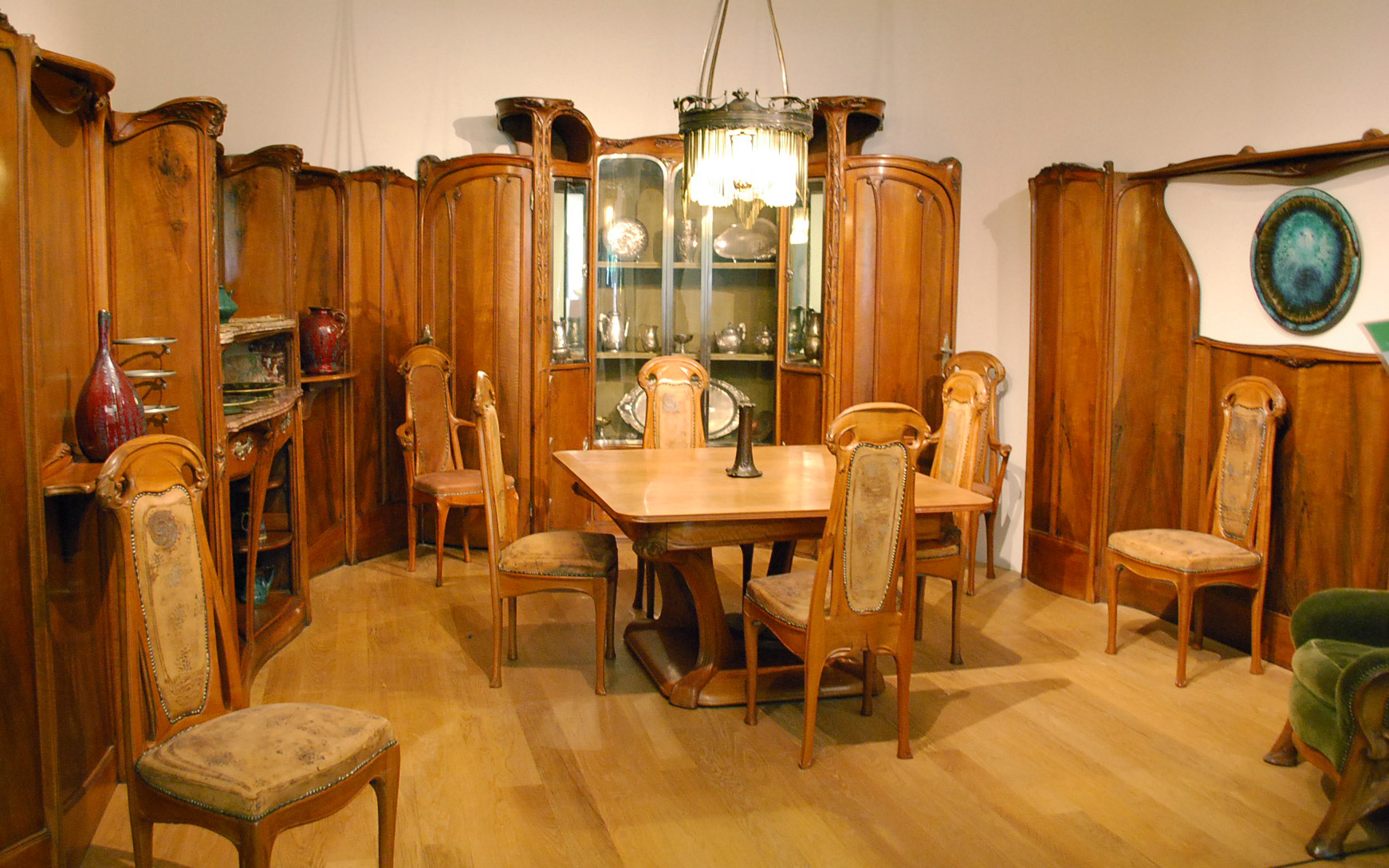
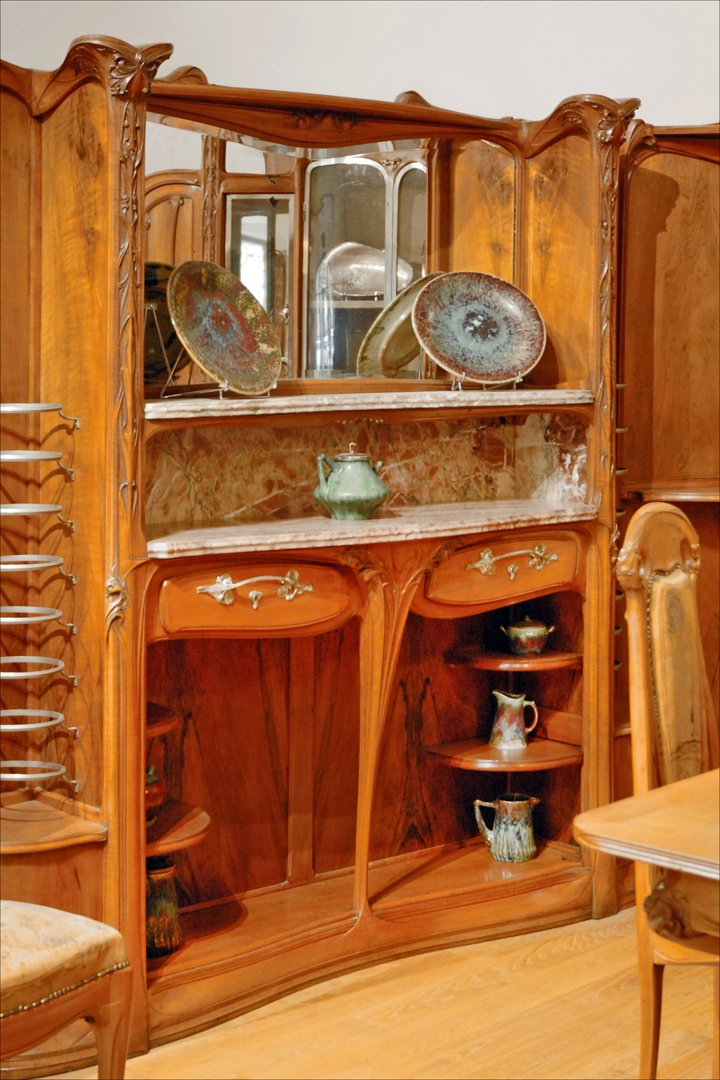